# Schoenomyza mallochi
Schoenomyza mallochi är en tvåvingeart som beskrevs av Adrian C. Pont 1972. Schoenomyza mallochi ingår i släktet Schoenomyza och familjen husflugor. Inga underarter finns listade i Catalogue of Life.